# ジェフ・ドワイヤー
ジョージ・ジェファーソン・"ジェフ"ドワイヤー（英: George Jefferson "Jeff"Dwire、1923年6月6日 - 1974年8月）は、ヴァージニア・デル・キャシディの夫で元アメリカ合衆国大統領ビル・クリントンとロジャー・クリントン・ジュニアの継父。

## 人生
Bodcaw, Arkansasで生まれた。第二次世界大戦で戦い、パラシュートジャンプ中に負傷し、後に大工として働いていた。苦労して大学を出て、美容師となった。アメリカンフットボール選手、柔道教育、住宅建設し、 油井機器や有価証券の販売など様々な職に就いた。

## 結婚
最初の結婚で3人の娘を儲け、自身の所有する美容所で次の妻となるケリーと出会った。 1969年1月3日にHope, Arkansasでケリーと結婚した。式は牧師ジョン・マイルズの元で行われ、 ビル・クリントンが花婿付き添いを務めた。彼はまた歌い、演奏し、テレビでシカゴの民主党大会を観た。新婦の家族や友人は、ジェフが前科者で、1962年に株式詐欺で刑務所に9ヶ月収監されていた人物であったので、落胆した。

## クリントン家
ビルと付き合っていたヒラリー・クリントンは、ジェフをビルの母親との関係を築くための"supportive ally"と形容した。また、ジェフは大統領選挙での大きな課題となるであろう徴兵制度について、ビルに助言した。
ジェフとヴァージニアは遅くに結婚したので、子供を儲ける望みは薄かった。当時、彼らのベビーシッターや家政婦をしていた若い女性クラリス・ミナーが、第2子を妊娠した。1969年10月12日に、ヴァージニアが看護麻酔師として付き添い、小さな女の子が生まれた。彼女は夫婦への崇敬の印として娘に"ジェフリー"リン・スミスと名付けた。

## 死
1974年に糖尿病の合併症で死亡した。

## 遺産
彼が買った1967年型フォードマスタングは、1992年の大統領選挙で役割を果たし、ビル・クリントンの好きな懐かしのアイテムだった。現在はアーカンソー州の自動車の博物館に展示されている。　
クリントン家の家政婦クラリス・ミナー・ヘイは、娘にジェフの名にちなんだ名をつけるなど、クリントン家に尊敬の念を持っていた。娘のジェフリーはその後、ジェフリー・リン・スミスとなった。悲しいことに15歳であった1985年のクリスマス3週間前にアーカンソー州ホットスプリングスの学校から家に歩いている途中、行方不明になった。

## 関連文献
- Clinton, Bill. My Life, Knopf (June 22, 2004). ISBN 0-375-41457-6
- Kelley, Virginia. Leading with My Heart (with James Morgan), Pocket, ISBN 0-671-52295-7, ISBN 978-0-671-52295-7